# 西摩·伯恩斯坦
西摩·伯恩斯坦（英語：Seymour Bernstein，1927年4月24日—）是美國鋼琴家、作曲家和教育者。出生於美國新泽西州紐華克，1945年畢業於當地的Weequahic高中。他十五歲開始教鋼琴，當時老師克拉拉·胡塞爾——萊謝蒂茨基的學生——安排他指導幾位年幼且天賦優異的學生，後來也開始收徒。十七歲時，他贏得Griffith藝術家獎，在當地嶄露頭角。韓戰期間，他曾赴前線及軍事領袖面前演奏，足跡遍及歐美亞。他撰寫的《With Your Own Two Hands》和《20 Lessons in Keyboard Choreography》已譯為德、日、韓、俄文。
他曾師從亞歷山大·布拉伊洛夫斯基、克利福德·柯曾、娜迪亚·布朗热、乔治·埃内斯库等人。1969年，他與芝加哥交响乐团合作，首演維拉·羅伯斯的第2號鋼琴協奏曲。他曾獲楓丹白露音樂節首獎與雅克·迪朗獎，以及美國國家音樂聯合會、比比基金會、瑪莎·貝爾德·洛克斐勒基金會及美國國務院的多項獎助。他巡演期間常舉辦大師班與講座式音樂會，也帶樂譜分送教師與學生。他於1977年停止公開演奏，專注於教學與作曲，但未事先宣布告別演出。
他的作品涵蓋從入門教材到專業演奏曲目，並經常與室內樂團合作、擔任國際音樂比賽評審。他在紐約設有私人教學工作室，並於纽约大学任兼任副教授。2004年，他獲弗吉尼亚州雪蘭多大學授予榮譽博士學位。2015年，演員兼導演伊森·霍克為他拍攝紀錄片《Seymour: An Introduction》。2020年，他為tonebase錄製鋼琴教學課程，涵蓋貝多芬、蕭邦、莫札特、舒曼的作品及琶音等技術訓練。

## 作品節選

### 著作
- Bernstein, Seymour. . G. Schirmer, Inc. 1981. ISBN 978-0793557127.
- Bernstein, Seymour. . SeymourBernstein Music. 1991. ISBN 978-0793503728.
- Bernstein, Seymour. . Manduca Music. 2004. ISBN 978-0634078378.
- Bernstein, Seymour. . Hal Leonard Corporation. 2005. ISBN 978-0634098512.

## 外部連結
- 西摩·伯恩斯坦在Allmusic上的頁面
- 西摩·伯恩斯坦在互联网电影资料库（IMDb）上的資料（英文）
- 西摩·伯恩斯坦的Discogs页面（英文）